# Kongshamn
Kongshamn (vanligen skrivet Kongshavn) är en tidigare tätort i Arendals kommun i Agder fylke i södra Norge. Orten är belägen på ön Tromøyas nordvästra sida och utgör en del av tätorten Arendal.

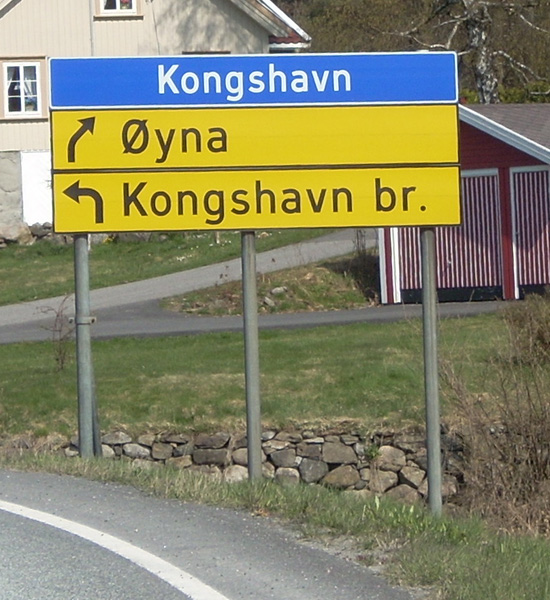
Vägskylt med stavningen Kongshavn.